# Midgårds Söner
Midgårds Söner (schwedisch für ‚Midgards Söhne‘) war eine 1993 gegründete Nazipunk-/Vikingrock-Band aus Schweden.

## Bandgeschichte
Am 3. August 1996 spielten Midgårds Söner mit Ultima Thule, Chaoskrieger und Nordwind. Dieses Konzert sollte ursprünglich in Oberfranken stattfinden, doch Antifaschisten kündigten Proteste an. Daraufhin wurde das Konzert polizeilich verboten, auch ein Auftritt an einem Ausweichort in Nürnberg konnte verhindert werden. Es fand dennoch in Haßfurt vor 1.500 Besuchern statt, die (rechtsrock-typisch) per Mobiltelefon zum Veranstaltungsort gelotst wurden. Die ersten Veröffentlichungen erschienen auf Ultima Thule Records, der Plattenfirma, die die gleichnamige Band 1991 gründete, um ihre eigenen Veröffentlichungen herauszubringen. In Deutschland erschienen die Alben auf dem Label Dim Records.
Im Jahr 1999 löste sich die Band schließlich auf. Der damalige Gitarrist Daniel Preda ist heute Sänger der Band The Jinx.

## Musikstil
Aufgrund des musikalischen Stils, einer Mischung aus Oi! und Punk-Rock sowie dem Auftreten der Musiker mit Irokesenschnitt bei gleichzeitig patriotischen Texten, galt Midgårds Söner als eine der ersten Nazipunk-Bands. Beispielsweise ist auf dem Cover der LP Nordens Kall ein Punk mit einem schwarz-weiß-roten Irokesenschnitt zu sehen. Tatsächlich gelang es der Band auch ein Mainstreampublikum zu erreichen. So waren zeitweise Downloads der Band auf der Website der Ketten MediaMarkt und Saturn erhältlich. Die Band gehört außerdem neben Ultima Thule zu den bekanntesten Vertretern des Vikingrocks, eines Subgenres, das in der rechtsextremen Musikszene insbesondere Mitte der 1990er beliebt war. Die meisten Bands dieser Musikrichtung waren in ihren Texten recht uneindeutig, sodass Bands wie Nordwind und Chaoskrieger aus Deutschland oder Ultima Thule und Hel aus Schweden problemlos Konzerte veranstalten konnten.

## Diskographie

### Alben/LPs
- 1993: Ny Tid (Ultima Thule Records)
- 1995: Nordens Kall (Midgårds Söner Records)
- 1999: Fä Dör (Ultima Thule Records)

### EPs
- 1993: Sverige Vikingaland (Last Resort Records)